# Trangé
Trangé là một xã trong tỉnh Sarthe ở tây bắc nước Pháp. Xã này nằm ở khu vực có độ cao từ 57-129 mét trên mực nước biển.